# فرانسوا وبر
فرانسوا وبر (فرانسوی: François Weber‎; ۲۱ دسامبر ۱۸۹۸ – ۲۷ ژانویهٔ ۱۹۶۱) بازیکن فوتبال اهل لوکزامبورگ بود.
وی همچنین در تیم ملی فوتبال لوکزامبورگ بازی کرده‌است.